# أولاد الياقوت (الكرادسة)
أولاد الياقوت هو دُوَّار يقع بجماعة سيدي العابد، إقليم تاونات، جهة فاس مكناس في المملكة المغربية. ينتمي الدوّار لمشيخة الكرادسة التي تضم 10 دواوير. يقدر عدد سكانه بـ 87 نسمة حسب الإحصاء الرسمي للسكان والسكنى لسنة 2004.

## روابط خارجية
- البوابة الوطنية للجماعات الترابية
- المندوبية السامية للتخطيط